# Rue Thiers (Lille)
Pour les articles homonymes, voir Rue Thiers et Thiers (homonymie).
La rue Thiers est une voie publique urbaine de la commune de Lille, dans le département français du Nord.

## Situation et accès
Située dans le quartier du Vieux-Lille, la rue Thiers,  établie en 1879 sur la couverture d'un canal, débute rue Esquermoise et se termine rue de Tenremonde

## Origine du nom
Elle porte le nom d'Adolphe Thiers (1797-1877), historien et président de la République française.

## Historique
La rue Thiers est située à l’emplacement de l’ancien canal de l’Arc (également dénommé canal de la Baignerie). Ce canal, un des bras primitifs de la Deûle ou un creusement artificiel d’après l’historien Jean-Denis Clabaut  puis fossé d’une des premières enceintes de Lille de 1280 parcourut l’intérieur de la ville à partir de la création de remparts englobant le faubourg de Weppes (paroisse Sainte-Catherine) vers 1415. Ce canal faisait partie d’une liaison entre le port du Wault et la Basse Deûle par le canal du pont de Weppes et le canal de la Monnaie au nord.
Le canal des Poissonceaux qui s'écoulait à l'emplacement de la place Rihour, de la rue Jean-Roisin, de la rue de Pas et du pâté de maisons entre la rue Esquermoise et la rue de la Chambre des Comptes, se déversait dans le canal de l'Arc.
La porte de Weppes sur une des enceintes primitives de Lille était située à l’angle de la rue Esquermoise et du canal.
Le canal longeait l’hôtel de la Poterne où fut établie en 1413 par Jean de Bourgogne Comte de Flandre la Chambre des comptes de Flandre et d'Artois.
Cet édifice était situé entre la rue Thiers, la rue de la Chambre des Comptes dont le nom conserve le souvenir, la rue des Poissonceaux et la rue Esquermoise.
Ce bâtiment fut vendu en 1792 et démoli en 1801.
L’Arsenal construit en 1733 à l'emplacement du jardin des Albalétriers était situé également situé au bord du canal à l’emplacement du pâté de maisons entre la rue Thiers, la rue de la Chambre des Comptes et la rue des Poissonceaux au nord de la place de l’Arsenal (actuellement place Maurice-Schumann).
Jusqu’à la création de la rue Thiers, la rue Esquermoise franchissait le canal par un pont où l’on avait vue sur l'eau en direction du sud vers l’Arsenal.
La rue a été construite par la société anonyme du quartier neuf de l’Arc créée en 1875 pour ouvrir une rue en recouvrant ce canal et une deuxième rue perpendiculaire à celle-ci jusqu’à la rue des Poissonceaux. Un petit tronçon du canal des Poissonceaux encore à l’air libre fut également recouvert .
L’Arsenal fut démoli lors de la création de la rue qui fut ouverte et dénommée rue Thiers en 1879.

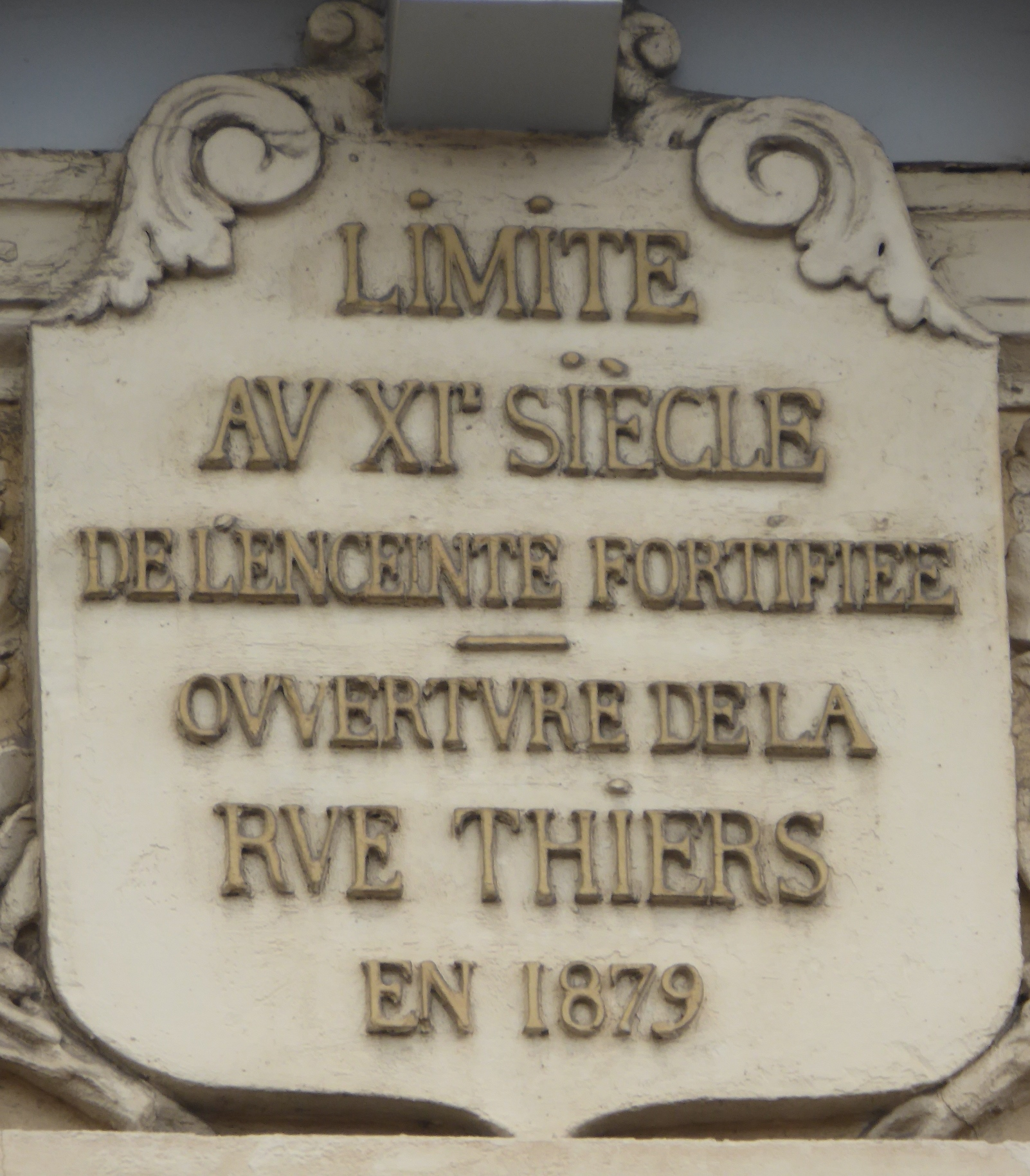
Plaque rue Thiers rue Esquermoise indiquant l’emplacement de l'ancien rempart
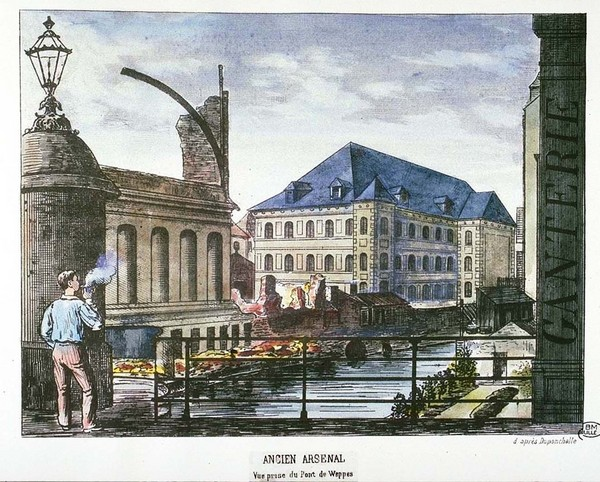
Vue du pont de Weppes vers 1875 peu avant la démolition de l’Arsenal
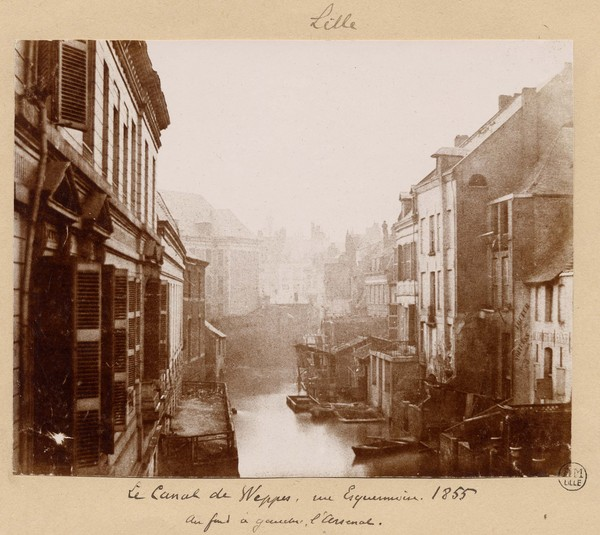
Le canal au milieu du XIXème siècle.
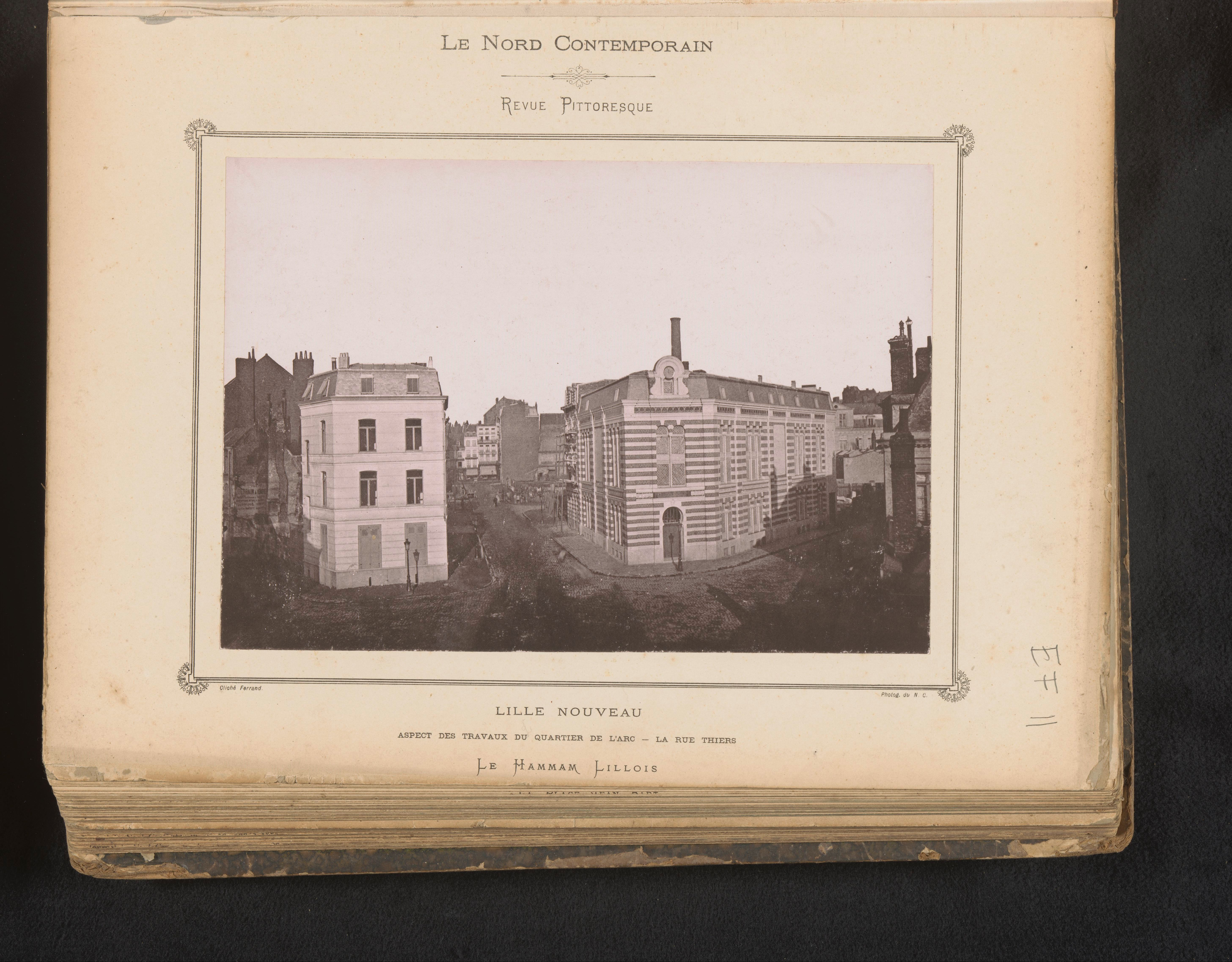
La rue Thiers et le Hammam vers 1880. Cliché pris de la place de l'Arsenal (actuelle pl. M.Schumann)..

## Bâtiments remarquables et lieux de mémoire

### La rue Thiers auXXIesiècle
La rue Thiers est une voie de moyenne importance proche de l’hypercentre de Lille et du quartier touristique autour du parvis de la Treille.
La façade du temple maçonnique est inscrite au titre des monuments historiques depuis 1988.
L'immeuble du 30 est un imposant édifice de style néo-classique, ancien siège social de la Société des mines de Lens. Il a été inscrit au titre des monuments historiques en 2014.
Les immeubles résidentiels à l’emplacement de l’ancien Arsenal ont été construits en 1994 après fouilles archéologiques du terrain.

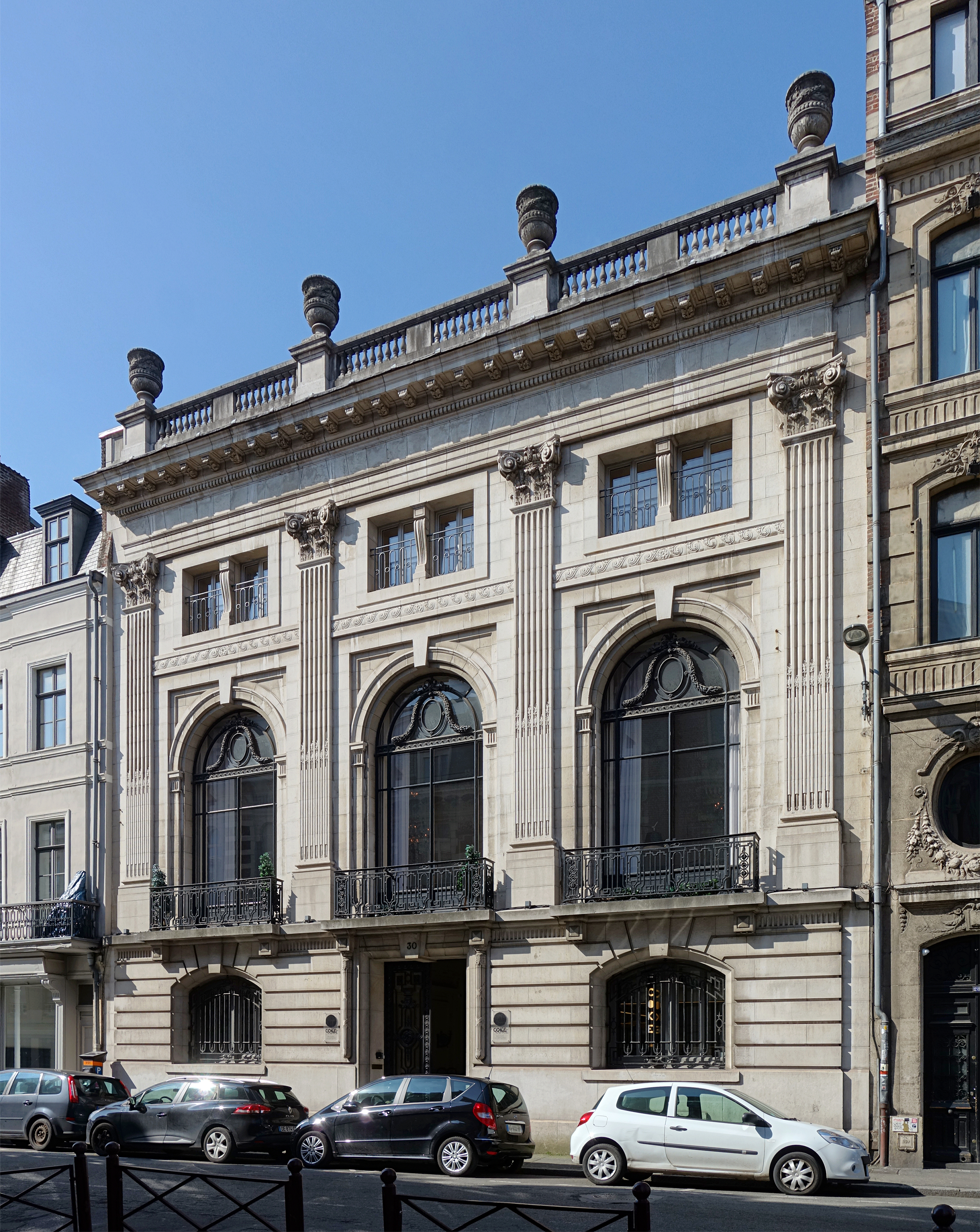
30 rue Thiers
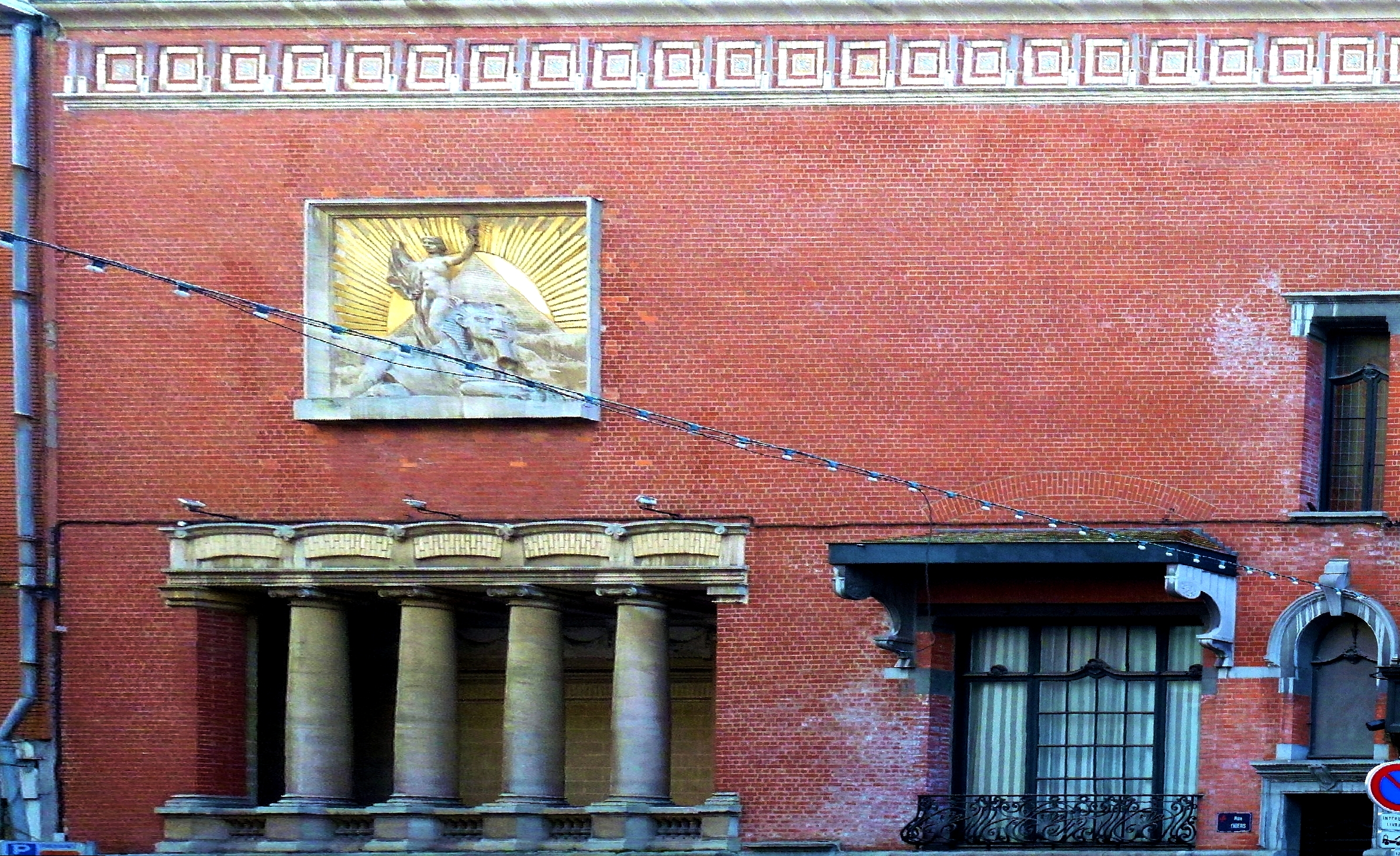
Temple maçonnique